# Camerata Antonio Soler

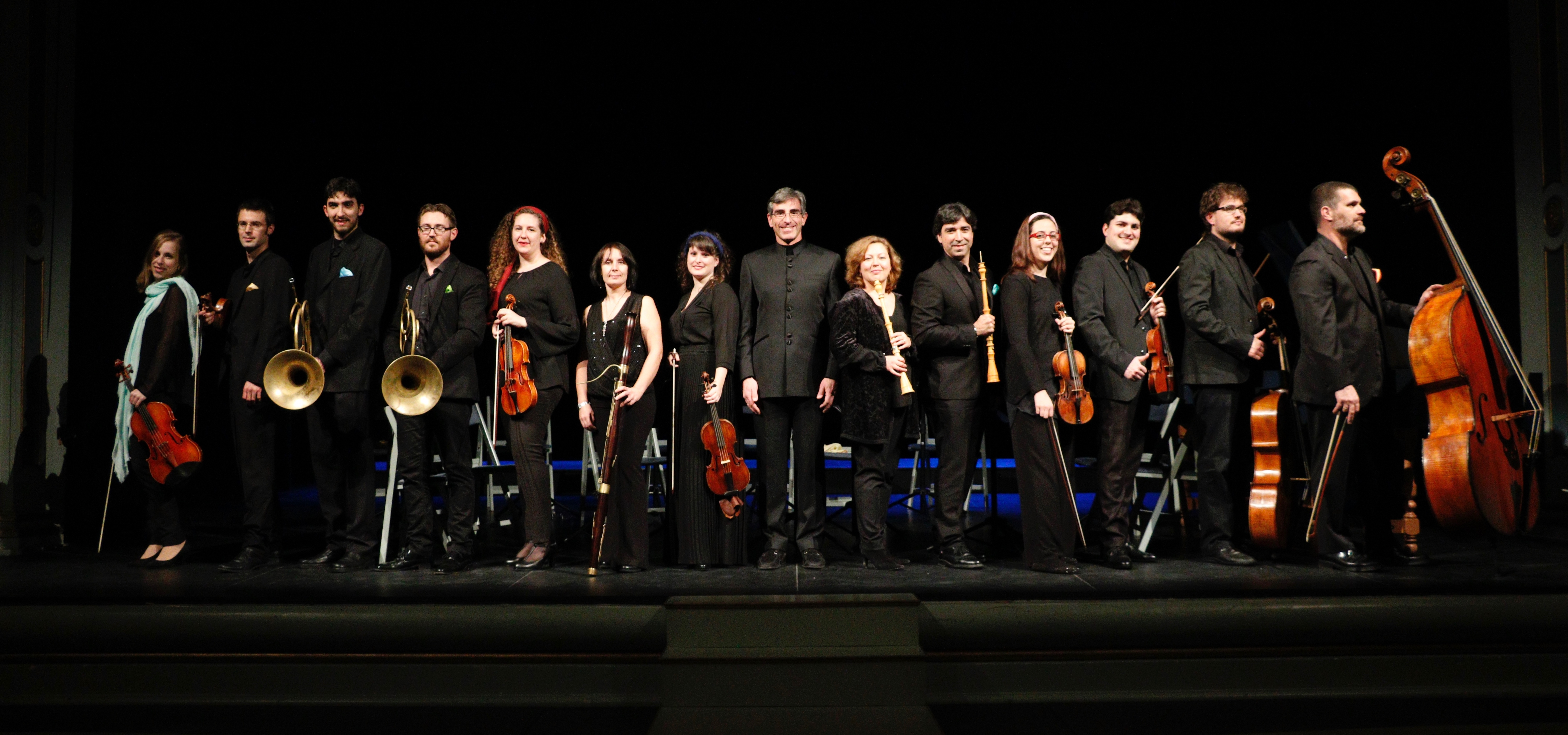
Camerata Antonio Soler (2018). Foto: Carlos Regidor.

La Camerata Antonio Soler es una orquesta de cámara española con sede en San Lorenzo de El Escorial, Madrid. Esta agrupación musical está especializada en repertorios de los siglos XVIII, XIX, XX y XXI.

## Historia
Esta orquesta fue fundada en 2012 con el propósito de interpretar obras de los períodos clásico, romántico y contemporáneo, basándose en criterios historicistas y en el uso de instrumentos de época en sus grabaciones y actuaciones, siempre que éstos son requeridos.
Tiene su sede en San Lorenzo de El Escorial (Madrid), un enclave histórico de especial relevancia artística y musical, con figuras tan importantes como fray Antonio Soler, de quien toma el nombre la orquesta. Antonio Soler fue monje jerónimo del monasterio escurialense, organista y compositor, ilustrado y polifacético, amigo de importantes miembros de la aristocracia y de la corte española de la segunda mitad del siglo XVIII.
Sus componentes son, en su gran mayoría, instrumentistas profesionales residentes en localidades de la Sierra de Guadarrama con formación y experiencia internacionales en otras orquestas y agrupaciones.
Uno de sus principales objetivos es el redescubrimiento e interpretación de música del clasicismo y romanticismo hispanos, así como la interpretación de repertorios contemporáneos como pueden ser los derivados de la fusión con “músicas del mundo” o de raíces étnicas. Integrada por 14 músicos profesionales de cuerda y viento, desde su fundación es su director Gustavo Sánchez y su concertino Ignacio Ramal.

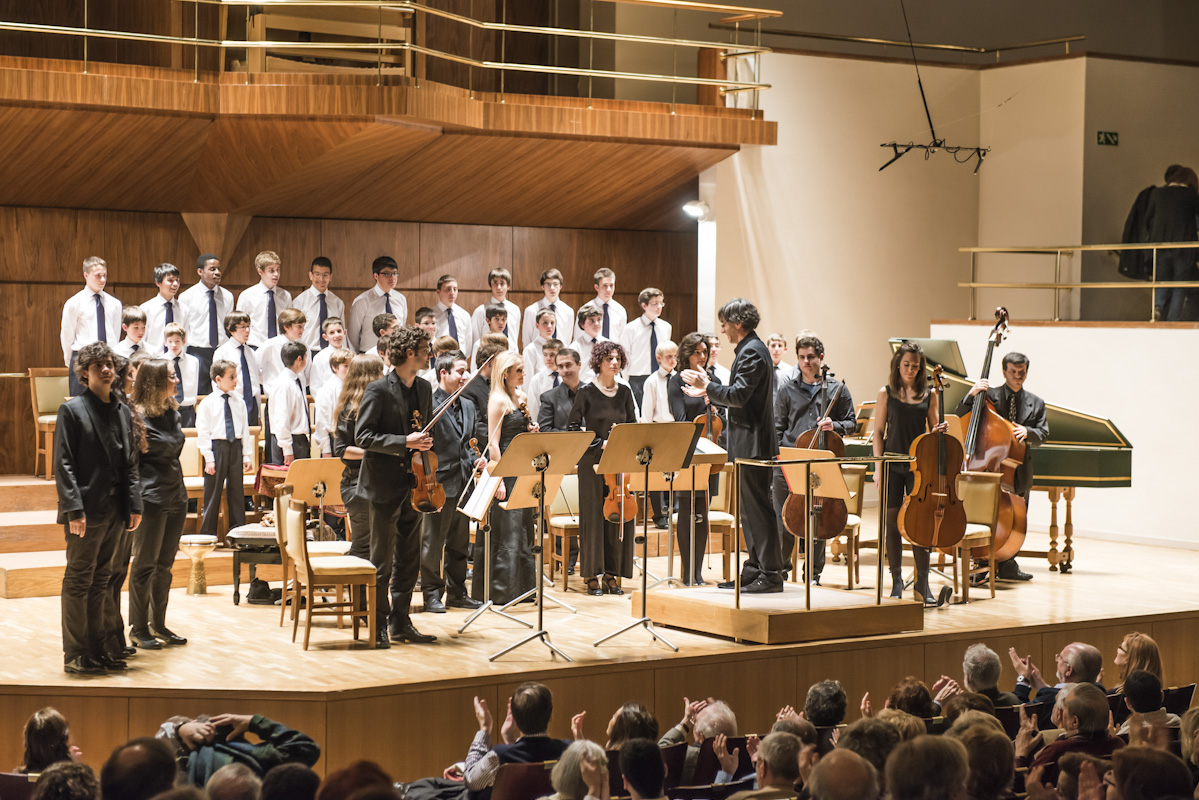
Concierto de la Camerata Antonio Soler junto a la Escolanía del Escorial y el director Gustavo Sánchez en el Auditorio Nacional, diciembre 2012. Foto: Carlos Manterola.

La orquesta ha actuado en el Auditorio Nacional de Madrid, en el Auditorio 400 del Museo Reina Sofía (Madrid), en el Teatro Coliseo Carlos III de San Lorenzo de El Escorial y en el Teatro Auditorio Escorial junto a solistas como Tony Millán (clave), Josetxu Obregón (violonchelo), Marta Infante (mezzosoprano), Delia Agúndez (soprano) y Manon Chauvin (soprano); y en Lisboa, en el marco de un importante congreso internacional de musicología. Ha participado en varias ediciones del Festival “Clásicos en Verano” de la Comunidad de Madrid y en el Festival “Música al Atardecer”, de Patrimonio Nacional.
La orquesta ha grabado y publicado seis discos con obras inéditas de Brunetti, Boccherini y Antonio Soler. Este importante trabajo de recuperación le ha valido el reconocimiento internacional, razón por la cual fue invitada en 2018 al 22º Festival de Música de la Universidad Internacional de Florida de Miami, donde ofrecieron dos conciertos, incluyendo diversas obras inéditas de Brunetti y Soler.
Actualmente, el proyecto de más alcance en el que está embarcada esta agrupación musical es la recuperación y grabación de la obra sinfónica completa de Gaetano Brunetti (1744–1798), con un total de 41 sinfonías, casi todas ellas inéditas hasta el comienzo del proyecto en 2014.
La Camerata Antonio Soler es la orquesta residente del Curso Internacional de Dirección de Orquesta en San Lorenzo de El Escorial (Madrid), que cuenta ya con ocho ediciones desde 2012, bajo la tutela de los prestigiosos profesores finlandeses Jorma Panula y Atso Almila.

## Discografía
- 2014 – Gaetano Brunetti: Sinfonías. Camerata Antonio Soler, Gustavo Sánchez (Lindoro NL-3026)[4][5]
- 2015 – Arias & Escenas. Luigi Boccherini. Gaetano Brunetti. Jelena Banković, soprano; Camerata Antonio Soler, Gustavo Sánchez (Lindoro NL-3030)[6]
- 2016 – Gaetano Brunetti: Sinfonías II. Lina Tur Bonet e Ignacio Ramal, violines solistas; Camerata Antonio Soler, Gustavo Sánchez (Lindoro NL-3033)[5]
- 2017 – Antonio Soler: Villancicos a San Lorenzo. Manon Chauvin y Patricia Paz, sopranos; Miren Astuy, contralto; Fran Braojos, tenor; Enrique Sánchez-Ramos, barítono; Camerata Antonio Soler, Coro Padre Antonio Soler, Gustavo Sánchez (Templante-CMBK 1742)[7]
- 2019 – Gaetano Brunetti: Sinfonías vol. 3. Camerata Antonio Soler, Gustavo Sánchez (Templante-CMBK 1945)
- 2020 – Gaetano Brunetti: Sinfonías vol. 4. Camerata Antonio Soler, Gustavo Sánchez (Templante-CMBK 2047)[8]
- 2022 – Gaetano Brunetti: Sinfonías vol. 5. Camerata Antonio Soler, Gustavo Sánchez (Templante-CMBK 2249)
- 2022 – El cielo y sus estrellas. Galant Cathedral Music from New Spain. Molly Netter y Eleanor Ranney-Mendoza, sopranos; José Hernández Pastor, contratenor; David Trillo, tenor: Camerata Antonio Soler, Javier José Mendoza (Orchid Classics 100208)
- 2022 – Gaetano Brunetti: Sinfonías vol. 6. Ignacio Ramal y Mayah Kadish, violines; Camerata Antonio Soler, Gustavo Sánchez (Templante-CMBK 2255)
- 2023 – Gaetano Brunetti: Sinfonías vol. 7. Camerata Antonio Soler, Gustavo Sánchez (Templante-CMBK 2356)
- 2023 – Gaetano Brunetti: Sinfonías vol. 8. Camerata Antonio Soler, Gustavo Sánchez (Templante-CMBK 2357)
- 2024 – Antonio Soler: Super flumina Babylonis. Delia Agúndez y Manon Chauvin (sopranos); Gabriel Díaz, alto; Fran Braojos y David Trillo, tenores. Camerata Antonio Soler, Gustavo Sánchez (Templante-CMBK 2459)
- 2025 – Gaetano Brunetti: Sinfonías vol. 9. Camerata Antonio Soler, Gustavo Sánchez (Templante-CMBK 2560)
- 2025 – Gaetano Brunetti: Sinfonías vol. 10. Camerata Antonio Soler, Gustavo Sánchez (Templante-CMBK 2561)